# Esoteric
Esoteric (с англ. — «Эзотерический») — английская группа из Бирмингема, играющая в стиле фьюнерал-дум, основанная в 1992 году. Выпустив семь студийных альбомов и демо, группа считается одной из первых, кто разработал стиль фьюнерал-дум. Группа называет множество групп, оказавших на неё влияние, таких как Morbid Angel и My Dying Bride, более «психических» исполнителей, как Pink Floyd, Spacemen 3 и King Crimson, а также представителей жанров индастриал и дарк-эмбиент.

## История
Группа Esoteric, родом из Бирмингема, родины хеви-метала, была основана в 1992 году Грегом Чендлером (вокал/гитара) и Гордоном Бикнеллом (гитара/сэмплы/клавишные). Они хотели создать музыку, основанную на их названии, в мрачном, протяжном, мучительном, но в то же время кинематографичном экстремальном дэт-думе. И, пополнив ряды болтливыми единомышленниками, они выпустили двойные альбомы Epistemological Despondency (1994) и The Pernicious Enigma (1997), придав жанру новое значение, поскольку каждый из них состоял всего из шести-семи протяжных песен. Для сравнения, сингл 1999 года Metamorphogenesis (дополненный всплесками фидбека и современным эйсид-роком) рассматривался как мини-альбом и предшествовал длительному перерыву, во время которого Чендлер, Бикнелл, а также нынешние участники группы Стив Питерс (гитара), Тревор Лайнс (бас) и Кит Йорк (ударные) собирались лишь изредка для работы над четвёртым альбомом. По иронии судьбы, это ожидание лишь подогрело растущую популярность Esoteric, и когда он наконец вышел на лейбле Season of Mist в 2004 году, четырёхтрековый альбом Subconscious Dissolution into the Continuum оказался их самым успешным и – если это вообще возможно – доступным творением.

## Дискография
Демо-записи
- Esoteric Emotions – The Death of Ignorance (self-released, 1993)

Студийные альбомы
- Epistemological Despondency (Aesthetic Death, 1994)
- The Pernicious Enigma (Aesthetic Death, 1997)
- Metamorphogenesis (Eibon Records, 1999)
- Subconscious Dissolution into the Continuum (Season of Mist, 2004)
- The Maniacal Vale (Season of Mist, 2008)
- Paragon of Dissonance (Season of Mist, 2011)
- A Pyrrhic Existence (Season of Mist, 2019)